# فرودگاه نیروی هوایی سلطنتی گن
فرودگاه نیروی هوایی سلطنتی گن (به انگلیسی: RAF Gan) یک فرودگاه است . این فرودگاه در کشور مالدیو قرار دارد .